# Milva (album 1977)
Milva è un album discografico della cantante italiana Milva, pubblicato nel 1977 dalla Dischi Ricordi.

## Descrizione
Nel 1977 Milva, dopo un periodo molto intenso dedicato al teatro e alla canzone brechtiana, torna ad incidere un repertorio più accessibile, seppure di grande pregio e lontano dai facili cliché della musica da classifica. 
Per l'album si avvale della collaborazione di Corrado Castellari, fidato collaboratore di Cristiano Malgioglio che in quel periodo aveva realizzato molti brani anche per Mina e Iva Zanicchi, che scrive ed arrangia sei dei dieci brani del disco. 
Nell'album sono presenti anche gli storici collaboratori della cantante, Mara Cantoni e Massimo Gallerani. La prima firma i brani Edipo e Un'altra stagione. Il brano Allo specchio invece porta la firma di Giancarlo Colonnello.
L'album contiene anche Non piangere più Argentina, un adattamento italiano ad opera di Luigi Albertelli di Don't Cry for Me, Argentina, celebre brano tratto dal musical Evita, composto originariamente in inglese da Tim Rice ed Andrew Lloyd Webber. Il brano, prodotto ed arrangiato da Natale Massara, fu estratto come unico singolo a 45 giri dell'album per il mercato italiano.
L'orchestra fu diretta da Claudio Fabi e Natale Massara, che fu anche produttore assieme a Sandro Colombini.
Anche in questo caso l'album ottenne un'ampia distribuzione internazionale in paesi quali Spagna, Belgio, Sud Corea e Giappone.
Anche in Germania e Austria ed Arabia Saudita fu distribuita la versione italiana con il titolo Non pianger più Argentina. 
A partire dal 1989 l'album fu ristampato in CD per il mercato giapponese e cinese con il titolo Da troppo tempo.

## Edizioni
L'album fu pubblicato in Italia in LP ed MC dalla Dischi Ricordi, con numero di catalogo SMRL 6207 e fu ristampato nuovamente in LP ed MC nel 1984 per la serie Orizzonte con numero di catalogo ORL 8678. La prima edizione italiana in CD è del 1999, sempre su etichetta Ricordi con numero di catalogo 74321664302, sebbene come già detto, esistessero già due versioni su questo supporto per il mercato giapponese e cinese, rispettivamente del 1989 e del 1994.
L'album è stato pubblicato anche per il download digitale e per le piattaforme streaming.

## Tracce
1. Le torte
2. Lettera a Coco
3. Allo specchio
4. Edipo
5. Non voglio essere
6. Non pianger più Argentina
7. Presidente
8. Magra
9. Un'altra stagione
10. A levante